# Leonardo Beccafichi
(Jovanotti)
Leonardo Beccafichi, noto anche con lo pseudonimo di Fresco o Leo Fresco (Città di Castello, 13 dicembre 1976), è un disc jockey e produttore discografico italiano.
È disc jockey ma anche produttore e sound engineer, nonché inventore del Dynamo Dj Bike, è sound engineer e producer presso il Karakorum International Studio di Cortona.

## Carriera
Inizia a muovere i suoi primi passi con band locali facendo modeste esperienze prima di passare all'Hip Hop. Nel 1996 l'amico Frankie hi-nrg mc regalò a Leonardo un Akai MPC60 consigliandogli di fare Hip Hop con quello strumento (Leo, l'Hip Hop si fa con questo!). Iniziano così i primi esperimenti con la musica elettronica, munito di giradischi, una Roland TR-909, una chitarra e un Atari.
Dopo un viaggio a Londra, Leonardo torna nella sua città natale e decide di aprire uno studio di registrazione in alcuni locali sotto un supermercato (nelle registrazioni si sentivano i rumori dei carrelli che rientravano nei microfoni). È il periodo in cui Leonardo comincia a farsi chiamare "Fresco".
Successivamente, uno sfratto lascia Fresco senza un luogo dove proseguire il lavoro e approda così al Sound Studio Service (uno studio di registrazione locale già affermato), dove si occupa, all'inizio, di servire il caffè e fare fotocopie. In seguito riesce a trovare spazio come assistente ed inizia a conoscere le macchine di studio, ad usarle e cablarle. Con i consigli dei titolari dello studio, impara a decifrare il suono che apprezzava nei suoi dischi preferiti ed inizia a capire come realizzarlo. Facendo particolare attenzione al sound dei Beastie Boys, Fresco si appassiona a strumenti datati come alcuni compressori degli anni '70, filtri, equalizzatori UREI LA4 ed 1176, tanto poi da occuparsi in prima persona dei dischi Ero un autarchico e Rap©ital di Frankie HI-NRG MC.
Nel 2002 collabora con i Subsonica per l’album dal vivo Controllo del livello di rombo.
Nel 2004 assiste Quincy Jones al "We Are The Future" (WAF project), un'iniziativa umanitaria trasmessa in diretta MTV ed organizzata dallo stesso Jones, per l'intera giornata (era il 16 maggio) svoltasi al Circo Massimo di Roma, lavorando in modo ravvicinato con artisti come Angelina Jolie, Santana, Alicia Keys, Zucchero Fornaciari, Jay-Z, Herbie Hancock, Norah Jones e tanti altri. Nello stesso periodo incontra e collabora con un altro artista umbro della consolle: DJ Ralf. La collaborazione col disc jockey di Bastia Umbra non si è mai interrotta protraendosi finanche al 2020 con la co-produzione del brano Il sole sorge di sera.
Successivamente, nel 2006, incontra Jovanotti durante la lavorazione dell'album di remix ElectroJova - Buon sangue dopato e nasce un sodalizio professionale che dura fino ad oggi, curando, in qualità di sound engineer, la pre-produzione dei suoi dischi presso i Karakoram International Studios di Cortona, passando da Safari per Lorenzo 2015 CC. fino alla raccolta Backup (dove si occupa della post-produzione) e al più recente Oh, Vita!. Inoltre, Fresco dal 2008 al 2012 accompagna Jovanotti nei suoi tour come assistente al mixer audio mentre dal 2013 ad oggi ricopre il ruolo di sound engineer, partecipando attivamente anche allo sviluppo del Jova Beach Party tour durante il quale si occupa pure della selezione musicale pre-evento di tutte le 74 date oltre che aprire l'esibizione dell'artista con DJ set.
Nel 2011 scrive la parte musicale del singolo School Rocks di Frankie HI-NRG MC.
La Worldwide Cycling Atlas ha dedicato un intero spazio nel proprio sito web al progetto Dynamo DJ Bike, ideato e portato in tour da Fresco.
Collabora ogni anno alla realizzazione di Elettrowave di Arezzo sperimentando nuove profondità di suono live anche con la partecipazione economica e professionale di Red Bull, Planet Funk, Royality ed Ezra.
Dal 2002 Fresco collabora attivamente col gruppo indie rock Amari del quale è divenuto anche produttore.
È uno degli autori dei brani Pedala e Un uomo è vivo presentati da Frankie Hi-NRG MC nell'edizione 2014 del Festival di Sanremo. Il brano Pedala è successivamente diventato la sigla della 97ª edizione del Giro d'Italia e Fresco risulterà anche fra i produttori dell'album Esseri Umani, che la contiene, insieme a Materie Prime Circolari, l'etichetta discografica di proprietà dello stesso Frankie. Compare anche come coautore del brano Gravity contenuto nell'album Lorenzo 2015 CC. di Jovanotti.
Nel 2017 partecipa alla realizzazione dell'album Oh, Vita! di Jovanotti collaborando con Rick Rubin, noto discografico statunitense nonché produttore del disco. Fresco si riferiva proprio a Rubin in un'intervista del 10 febbraio 2014, rilasciata per Red Bull, manifestando il sogno di fare la sua vita e inserendolo in cima alla lista dei suoi artisti preferiti. La collaborazione con l'ex produttore di, fra gli altri, U2, Johnny Cash e Red Hot Chili Peppers prosegue ancora con la registrazione, nel 2018, di podcast per le puntate n. 18 e 19 del progetto Broken Record che vedono come protagonisti, rispettivamente, Jack White & Brendan Benson e il rapper americano Tyler, the Creator.
Nei mesi di ottobre e novembre del 2021 ha partecipato alla registrazione del Disco del Sole di Jovanotti di nuovo in collaborazione con il produttore americano Rick Rubin mentre fra dicembre dello stesso anno e gennaio del 2022 fa parte del fa parte del team di produzione della canzone Apri tutte le porte di Gianni Morandi, scritta da Jovanotti e Riccardo Onori, prodotta da Mousse T. e registrata da Fresco presso i famosissimi Fonoprint Studio di Bologna. Il brano viene presentato da Morandi, in febbraio, anche alla 72ª edizione del Festival di Sanremo (ottenendo il terzo posto nella classifica finale) dove Fresco vi prende parte come sound engineer. Nei giorni che seguono il termine del Festival, viene ricevuto dal sindaco del Comune di Città di Castello il quale gli ha concesso il riconoscimento ufficiale "Orgoglio tifernate" quale segno di gratitudine e congratulazioni per aver raggiunto un altro prestigioso obiettivo della sua brillante carriera di artista e ingegnere del suono. In marzo prende parte alla pre-produzione del Jova Beach Party 2022, mentre nell'estate dello stesso anno ha preso parte, non solo come ingegnere del suono ma anche come dj, al vero e proprio tour occupandosi, inoltre, della produzione della Jova Beach Radio ossia la speciale radio del tour di concerti di Jovanotti.
Compare nel video documentario Oh, Vita! realizzato per l'omonimo album.

## Vita privata
Leonardo Beccafichi  è sposato con Sara ed è padre di tre figli: Caterina (2007), Francesco (2009) e Clara (2013).

## Discografia

### Produttore
- 2003 - Ero un autarchico, Frankie hi-nrg mc
- 2005 - Grand Master Mogol, Amari
- 2007 - Scimmie d'Amore, Amari
- 2007 - Tanti Saluti, Ex-Otago
- 2009 - Welldonia, Carnifull Trio
- 2009 - Modamare, Carnifull Trio
- 2013 - Kilometri, Amari
- 2014 - Esseri Umani, Frankie HI-NRG MC
- 2017 - Polverone, Amari
- 2019 - Il Sole Sorge Di Sera (contenuto nell'album Jova Beach Party), Jovanotti
- 2020 - Kakawa (EP), Kakawa
- 2020 - Spettro, Ed Menichella
- 2020 - Nuvole, Frankie HI-NRG MC

### Recording
- 2001 - Apotheke, Amari
- 2008 - Nessuna ombra intorno, Jovanotti
- 2008 - DePrimoMaggio, Frankie HI-NRG MC
- 2009 - Safari Live EP, Jovanotti
- 2010 - Baciami Ancora, Jovanotti
- 2015 - Lorenzo 2015 CC., Jovanotti
- 2017 - Oh, vita!
- 2020 - Kakawa (EP), Kakawa
- 2021 - L'allegria, Gianni Morandi
- 2022 - Disco del Sole, Jovanotti

### Assistant Engineer
- 2002 - Controllo del livello di rombo, Subsonica
- 2003 - L'opera per flauto, Salvatore Sciarrino
- 2003 - Studi per l'intonazione del mare, Salvatore Sciarrino
- 2004 - ¡Viva la vida, muera la muerte!, Modena City Ramblers
- 2004 - Emergency Wave - Arezzo Wave per Emergency, AA.VV.
- 2006 - Negramaro: live film, Negramaro

### Mixing
- 2007 - La chiave del sole, Micol Barsanti
- 2008 - Sappiamo dove abiti, Faresoldi
- 2009 - Safari Live EP, Jovanotti
- 2015 - Dear Breeze, Carola Pisaturo & Nick Anthony Simoncino

### Pre-produzione
- 2008 - Safari, Jovanotti
- 2011 - Ora, Jovanotti
- 2015 - Lorenzo 2015 CC., Jovanotti

### Post-produzione
- 2006 - DVD Be Human: Cronache Terrestri - Tour 2005, Subsonica
- 2010 - OYEAH, Jovanotti & Soleluna NY Lab
- 2012 - Backup - Lorenzo 1987-2012, Jovanotti
- 2012 - Italia 1988-2012, Jovanotti

### Compilation
- 2004 - Emergency Wave - Arezzo Wave Per Emergency, Emergency
- 2007 - A medium party compilation, Riotmaker

### Remix
- 2012 - Tensione Evolutiva (Rough Mix) di Jovanotti, con Riccardo Onori
- 2017 - King Khan, Uovo (DJ Rinaldi)/Fresco
- 2019 - Afroderrick, Voodoo Sound Club